# No Degree of Separation
A No Degree of Separation (eredetileg: Nessun grado di separazione, magyarul: Nincs szintje az elszigeteltségnek) az olasz Francesca Michielin dala, mellyel Olaszországot képviselte a 2016-os Eurovíziós Dalfesztiválon, Stockholmban. A dal a 2016-os Sanremói Dalfesztivál második helyezettjeként kapta meg az eurovíziós indulás jogát a RAI-tól.

## Eurovíziós Dalfesztivál
Mivel Olaszország tagja az automatikusan döntős Öt Nagy országának, ezért a dalt az Eurovíziós Dalfesztiválon a május 14-én rendezett döntőben adta elő, de előtte a második elődöntő zsűris főpróbáján is hallható volt. Fellépési sorrendben hatodikként lépett fel, a Magyarországot képviselő Freddie Pioneer című dala után és az Izraelt képviselő Hovi Star Made of Stars című dala előtt. A szavazás során a zsűri szavazáson összesítésben a tizenharmadik helyen végzett 90 ponttal (Franciaországtól és Norvégiától maximális pontszámot kapott), míg a nézői szavazáson a tizennyolcadik helyen végzett 34 ponttal, így összesítésben 124 ponttal a verseny tizenhatodik helyezettje lett.
A következő olasz induló Francesco Gabbani Occidentali’s Karma című dala volt a 2017-es Eurovíziós Dalfesztiválon.